# El diseño industrial en España
El diseño industrial en España (2002), és un llibre que es va publicar el 2010 amb la voluntat de donar a conèixer els orígens i el desenvolupament del disseny industrial a Espanya. Un equip format pel dissenyador Jordi Olucha i els investigadors Julia Galán, Jaume Gual, Joan M. Marín, Rosalía Torrent i Rosario Vidal (tots cinc professors de la Universitat Jaume I de Castelló), va escriure el llibre, que és el resultat d'un projecte d'investigació finançat per la Fundació Caixa Castelló-Bancaixa. Julia Galán en fou l'editora.

## Capítols
El volum està dividit en onze apartats amb uns títols que, per ells mateixos, ja informen del seu contingut: 
- Los inicios del diseño industrial en España
- Avanza el siglo. Nuevos estilos y proyectos
- Los años treinta y sus nuevos debates
- La guerra, el exilio y una larga posguerra
- El diseño que viene… de los cincuenta a los sesenta
- Los setenta. Carácter de transición
- Los ochenta
- Los noventa y el nuevo siglo
- Diseño: comunicación y emoción
- Diseño y globalización
- Ecodiseño

## Descripció
El llibre testimonia com el disseny peninsular va tenir el seu epicentre a Catalunya, en especial a Barcelona, on hi situa el principal focus creatiu, empresarial i formatiu de l'Estat, alhora que destaca les principals aportacions que van donar-se en tot el territori, des de finals del segle xix i durant el xx. En aquest sentit, es constata la important documentació consultada per tal de presentar un panorama general de la història del disseny en clau espanyola.
La publicació fa també una mirada general sobre diversos aspectes que tenen a veure amb el disseny espanyol sense aprofundir en les possibles variables que s'han localitzat els darrers anys i que tenen a veure amb la intencionalitat dels nostres autors.
El llibre també pretén explorar la ideologia del disseny, en les seves diferents etapes, i barreja la visió històrica (cronològica) amb els plantejaments teòrics, com pot ser l'ecodisseny.

## Anàlisi
En conjunt, El diseño industrial en España és una nova aportació a la història del disseny local, sobretot pel que fa al vessant historiogràfic i cronològic. És una eina força documentada i s'allunya de les mirades catalogadores per autor o peces que hom coneixia d'anteriors publicacions, com Diseño industrial en España (Daniel Giralt-Miracle, Juli Capella i Quim Larrea o Nuevo Diseño Español.

## Edicions
- Primera: Octubre del 2010